# Chiaka Ogbogu
Chiaka Sylvia Ogbogu (Newark, 15 aprile 1995) è una pallavolista statunitense, centrale delle Mets de Guaynabo.

## Carriera

### Club
La carriera di Chiaka Ogbogu inizia nei tornei scolastici texani, giocando con la Coppell HS. Successivamente gioca a livello universitario con la Texas, nella NCAA Division I: difende i colori delle Longhorns dal 2013 al 2017, saltando tuttavia l'edizione 2016 del torneo per motivi accademici, spingendosi tre volte fino alla fase nazionale del torneo, raggiungendo due semifinali e una finale, impreziosendo le proprie prestazioni con numerosi riconoscimenti individuali.
Nel gennaio 2018 firma il suo primo contratto professionistico in Italia, ingaggiata dal San Casciano per la seconda parte della Serie A1 2017-18. Nella stagione 2018-19 firma col Chemik Police, nella Liga Siatkówki Kobiet polacca, con cui conquista la Coppa di Polonia, mentre nella stagione seguente torna nuovamente nella massima divisione italiana, vestendo la maglia dell'Imoco di Conegliano, con cui si aggiudica la Supercoppa italiana, il campionato mondiale per club e la Coppa Italia.
Per il campionato 2020-21 si accasa nella Sultanlar Ligi turca, dove difende i colori dell'Eczacıbaşı, vincendo la Supercoppa turca: rimane nel massimo campionato turco anche nella stagione seguente, ingaggiata dal VakıfBank, con il quale conquista uno scudetto, due edizioni della Coppa di Turchia, due Supercoppe turche, un campionato mondiale per club e due Champions League.
Dopo un triennio con le giallonere, torna in patria per partecipare alla prima edizione della League One Volleyball con la LOVB Austin, aggiudicandosi il titolo nazionale e il riconoscimento come miglior centrale, oltre a essere inserita nella prima squadra delle LOVB Icons. Conclusi gli impegni in patria, si accasa nella formazione portoricana delle Mets de Guaynabo per disputare i play-off scudetto della Liga de Voleibol Superior Femenino 2025.

### Nazionale
Fa il suo esordio nella nazionale statunitense in occasione della Coppa panamericana 2018, vincendo la medaglia d'oro e venendo premiata come miglior centrale del torneo. Nel 2019 conquista la medaglia d'oro alla Volleyball Nations League e quelle d'argento alla Coppa del Mondo e al campionato nordamericano.
Nel 2021 vince la medaglia d'oro alla Volleyball Nations League e ai Giochi della XXXII Olimpiade di Tokyo, mentre nel 2023 arriva l'argento al campionato nordamericano. Nel 2024 mette al collo la medaglia d'argento ai Giochi della XXXIII Olimpiade, dove viene premiata come miglior centrale.

## Palmarès

### Club
- Campionato turco: 1

2021-22
- LOVB: 1

2025
- Coppa di Polonia: 1

2018-19
- Coppa Italia: 1

2019-20
- Coppa di Turchia: 2

2021-22, 2022-23
- Supercoppa italiana: 1

2019
- Supercoppa turca: 3

2020, 2021, 2023
- Campionato mondiale per club: 2

2019, 2021
- CEV Champions League: 2

2021-22, 2022-23

### Nazionale (competizioni minori)
- Coppa panamericana 2018

### Premi individuali
- 2013 - All-America Second Team
- 2014 - All-America First Team
- 2014 - NCAA Division I: Minneapolis Regional All-Tournament Team
- 2014 - NCAA Division I: Oklahoma City National All-Tournament Team
- 2015 - All-America First Team
- 2015 - NCAA Division I: Austin Regional MVP
- 2017 - All-America First Team
- 2017 - NCAA Division I: Stanford Regional All-Tournament Team
- 2018 - Coppa panamericana: Miglior centrale
- 2019 - Coppa di Polonia: Miglior muro
- 2022 - Campionato mondiale per club: Miglior centrale
- 2024 - Giochi della XXXIII Olimpiade: Miglior centrale
- 2025 - League One Volleyball: Miglior centrale
- 2025 - League One Volleyball: LOVB Icons First Team